# Le Père Porcher
Le Père Porcher est le vingtième livre des Annales du Disque-monde de l'écrivain anglais Terry Pratchett.
L'œuvre originale fut publiée en 1996 sous le titre Hogfather. La traduction française est de Patrick Couton.

## Résumé
Les Contrôleurs sont les ennemis traditionnels de toute forme de vie ou d'imagination. Ils décident d'agir en engageant un assassin pour effacer le Père Porcher de la mémoire collective, quelques jours avant la nuit du Porcher. La guilde des Assassins envoie à cet effet l'un de ses membres les plus excentriques. Mais la Mort refuse de laisser la croyance dans le Père Porcher disparaître, et décide donc de prendre sa place et d'effectuer sa tournée, avec l'aide d'Albert, son assistant, qui se déguise pour l'occasion en lutin.
Autre aspect du plan de la Mort pour contrer les Contrôleurs: sa petite-fille, Suzanne de Sto Hélit, va être lancée à la poursuite de l'assassin par la Mort aux Rats et le corbeau parlant, Dit. Elle rencontre en cours de route Bilieux, l'oh bon dieu de la gueule de bois, et visite plusieurs endroits célèbres (comme l'université de l'Invisible) ou moins fameux (comme le palais de la Fée des Dents, équivalent anglo-saxon de la Petite souris) dans sa course pour restaurer la croyance et stopper le plan des Contrôleurs.
Ils découvrent ainsi que l'assassin a stoppé la croyance en utilisant une ancienne forme de magie basée sur les dents des enfants, et qui permet de les empêcher de croire en qui que ce soit. Après de multiples rebondissements et avec l'aide de la tour de la Fée des Dents (qui joue sur les peurs les plus profondes de ses occupants), ils arriverent à chasser les intrus du pays de la Fée. Mais l'assassin les poursuit jusque dans la maison où travaille Suzanne, pour finalement être vaincu.

## Adaptation télévisée
En décembre 2006, la chaîne anglaise Sky One a diffusé Terry Pratchett's Hogfather, une adaptation de ce roman dans un téléfilm de deux fois 1 h 30.
Il a été diffusé en France par M6, le soir du réveillon de Noël 2007, sous le titre Les Contes du Disque-Monde.